# U-Bahn-Station Großfeldsiedlung

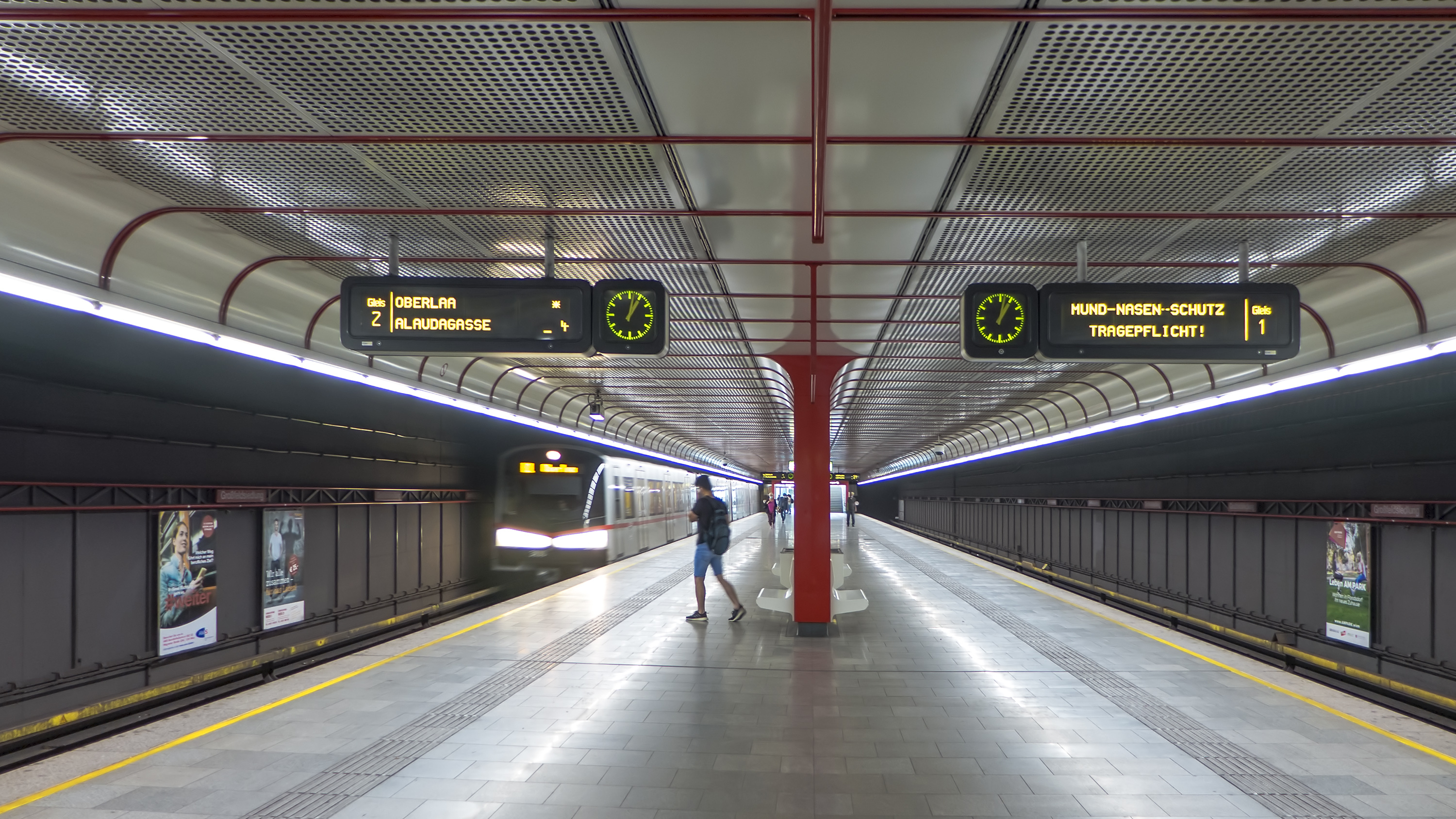
Mittelbahnsteig der Station

Die Station Großfeldsiedlung ist eine unterirdische Station der Wiener U-Bahn-Linie U1 im 21. Bezirk,  Floridsdorf. Sie liegt direkt unter der Kürschnergasse und erstreckt sich zwischen Dopschstraße und Gitlbauergasse. Die für die Station namensgebende Gemeindebauanlage Großfeldsiedlung und die Großfeldstraße wurden in den 1960er Jahren nach dem ehemaligen Flurnamen Das große oder lange Feld benannt.
Eröffnet wurde die Station am 2. September 2006 mit der Inbetriebnahme des Teilstücks der U1 zwischen den Stationen Kagran und Leopoldau. Vom Mittelbahnsteig gelangt man mittels Aufzügen und festen Stiegen zur Dopschstraße bzw. Gitlbauergasse.
Es bestehen Umsteigemöglichkeiten zu den Buslinien 28A und 29A in Richtung Bahnhof Floridsdorf. Rund um die Station befindet sich die Großfeldsiedlung, eine von 1966 bis 1973 errichtete städtische Wohnhausanlage mit rund 30.000 Bewohnern.

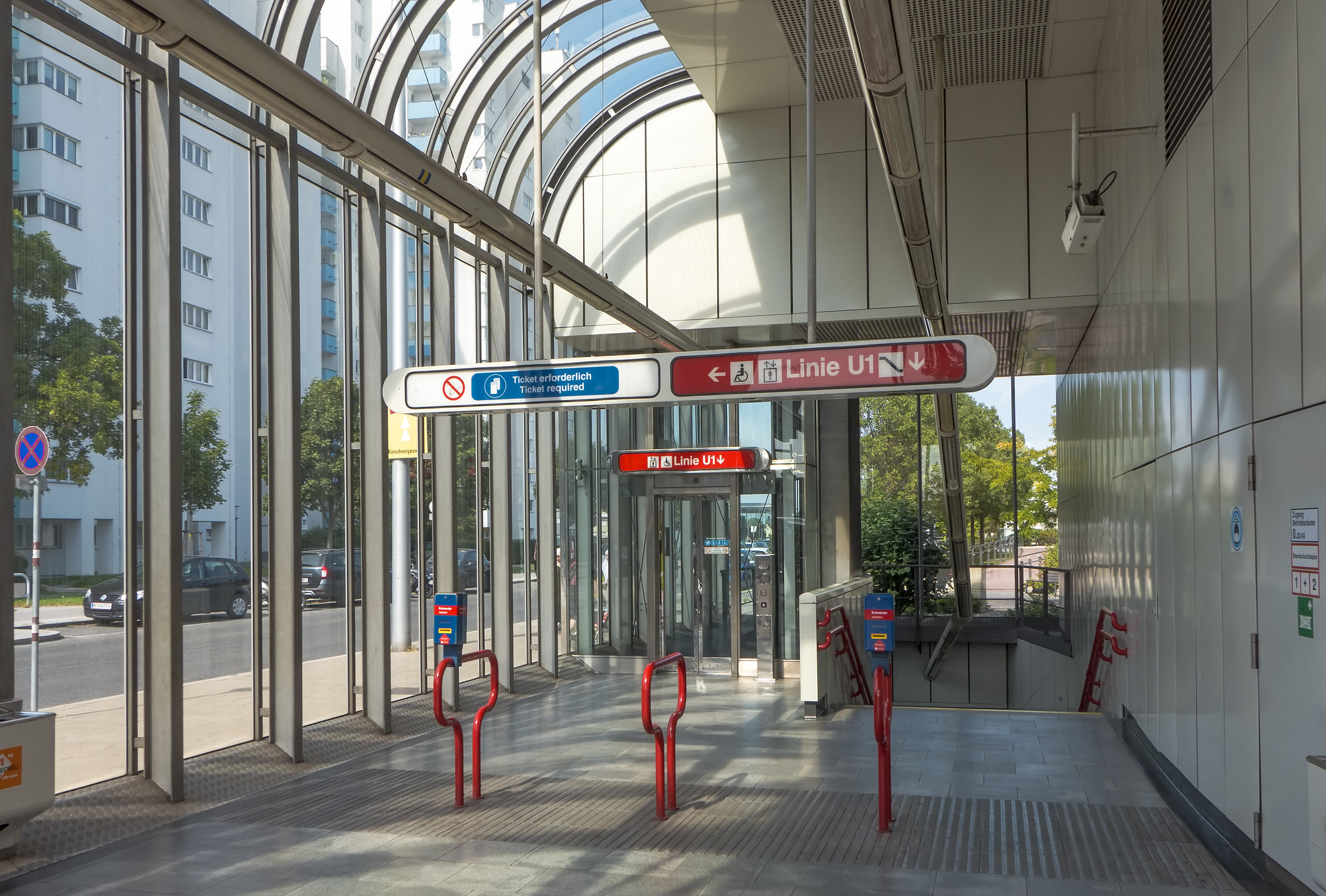
Im Aufnahmsgebäude
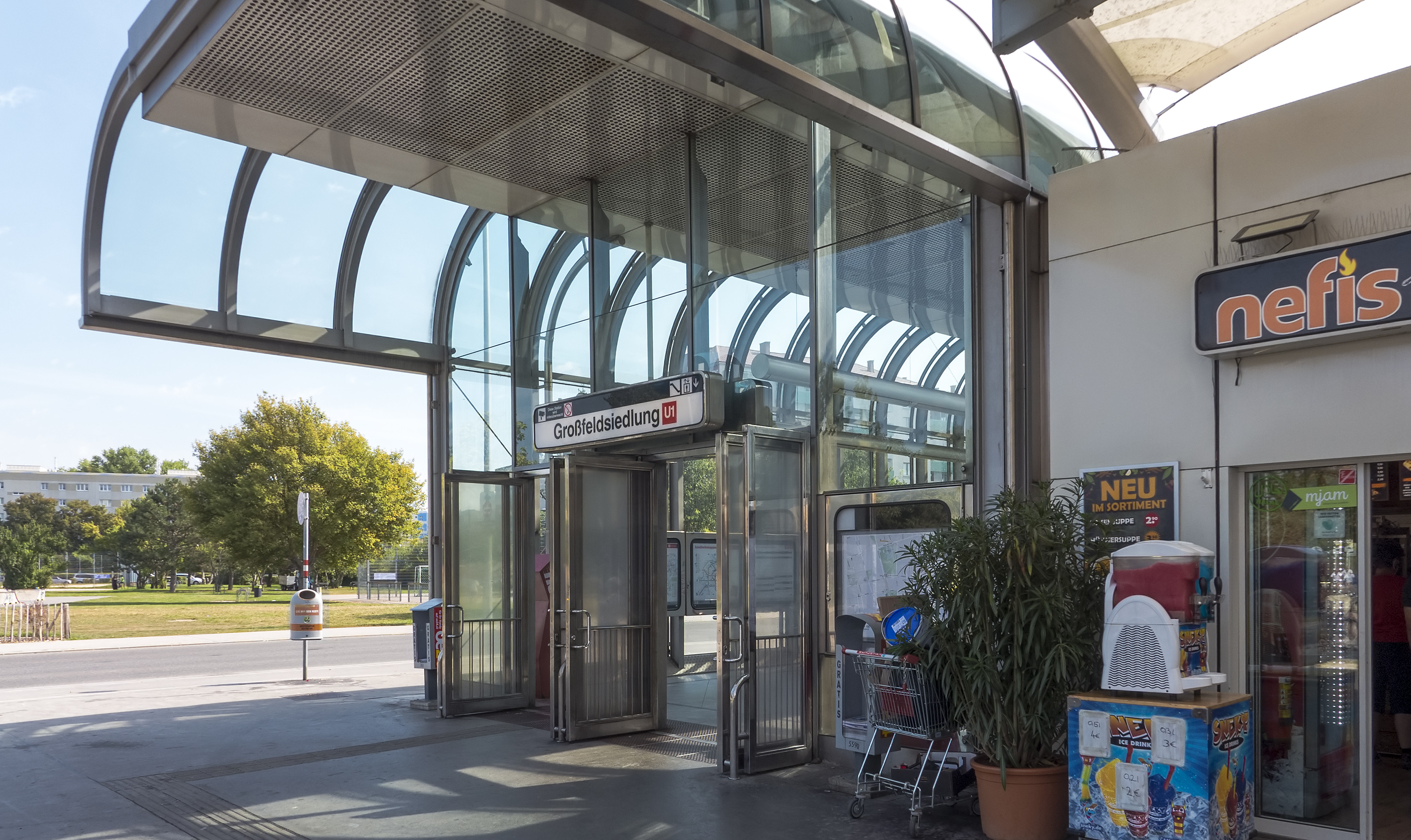
Ausgang Nord
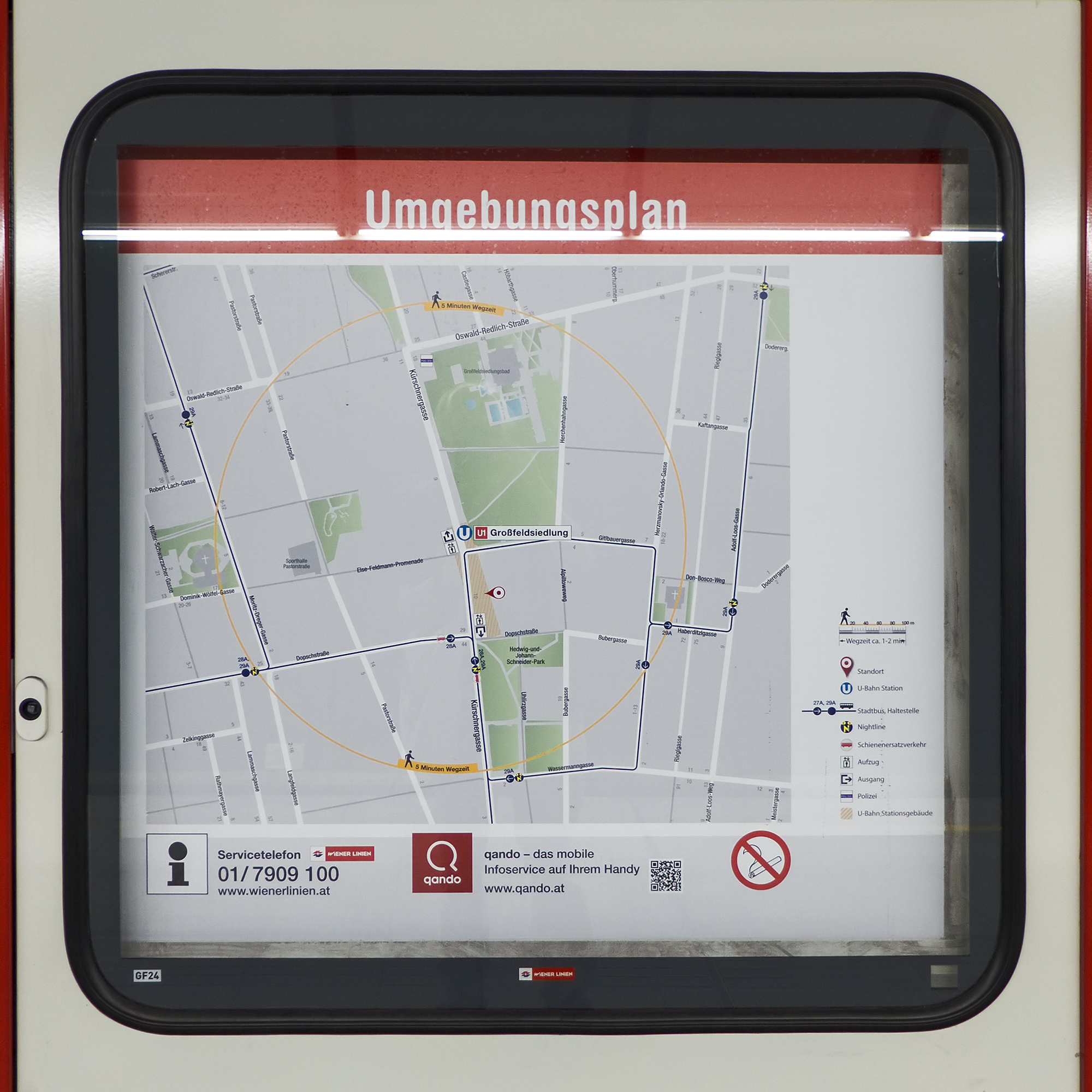
Umgebungsplan